# Крайнберг (посёлок)
Крайнберг (нем. Kreinberg-Siedlung) — заводское поселение в рурском городе Шверте (земля Северный Рейн-Вестфалия), построенное для рабочих местной железнодорожной ремонтной мастерской в августе 1921 года; к 1935 году в нём насчитывалось почти 800 квартир для более чем 3000 жителей; является памятником архитектуры с 2001 года.

## История и описание
Поселок Крайнберг в Шверте — названный в честь холма, на котором он расположен — появился в августе 1921 года, когда первые семьи смогли переехать в новые дома. В 1922 году была открыта новая железнодорожная ремонтная мастерская «Schwerte East» — в качестве замены сразу нескольким старым площадкам для ремонта подвижного состава. Строительство жилья для рабочих велось параллельно со строительством мастерской — работы были начаты в 1920 году. К 1935 году в Крайнберге насчитывалось почти 800 квартир, в которых проживало более 3000 человек. Поселение было спланировано членом железнодорожного совета Бенесом, в честь которого в поселении была названа улица. Квартиры были предоставлены в собственность «Жилищного кооператива железнодорожников» (Eisenbahner-Wohnungsgenossenschaft, EWG), основанного в 1910 году и существующего по сей день.
В Крайнберге были реализованы некоторые идеи, свойственный движению «городов-садов»: здесь много открытых пространств и общественных (кооперативных) учреждений. В самих квартирах были запланированы большая кухня и ванная комната; к квартире прилагался садовый участок с сараем. Ресторан (столовая) «Kreinberg» с большим залом и кегельбаном была построена в 1930 году. Расширения 1938 года были выполнены по проекту местного архитектора Карла Германа Йозефа Шмитца. После Второй мировой войны, которую посёлок пережил практически без разрушений, он был расширен до 1000 квартир и стал вмещать примерно 4000 жителей. В 2001 году все поселение было занесено в список архитектурно-исторических памятников.